# 시바야마 마사야
시바야마 마사야(일본어: 柴山 昌也, 2002년 7월 2일~)는 일본의 축구 선수이다.

## 구단 경력
그는 2020년 J2리그의 오미야 아르디자에 입단했다. 2023년까지 94경기에 출전하여, 8득점을 넣었다. 2023년 7월 J1리그의 세레소 오사카로 이적했다.